# Cerotelion enderleini
Cerotelion enderleini är en tvåvingeart som beskrevs av Lane 1948. Cerotelion enderleini ingår i släktet Cerotelion och familjen platthornsmyggor. Inga underarter finns listade i Catalogue of Life.